# Ausländerkinder-Pflegestätte (Velpke)

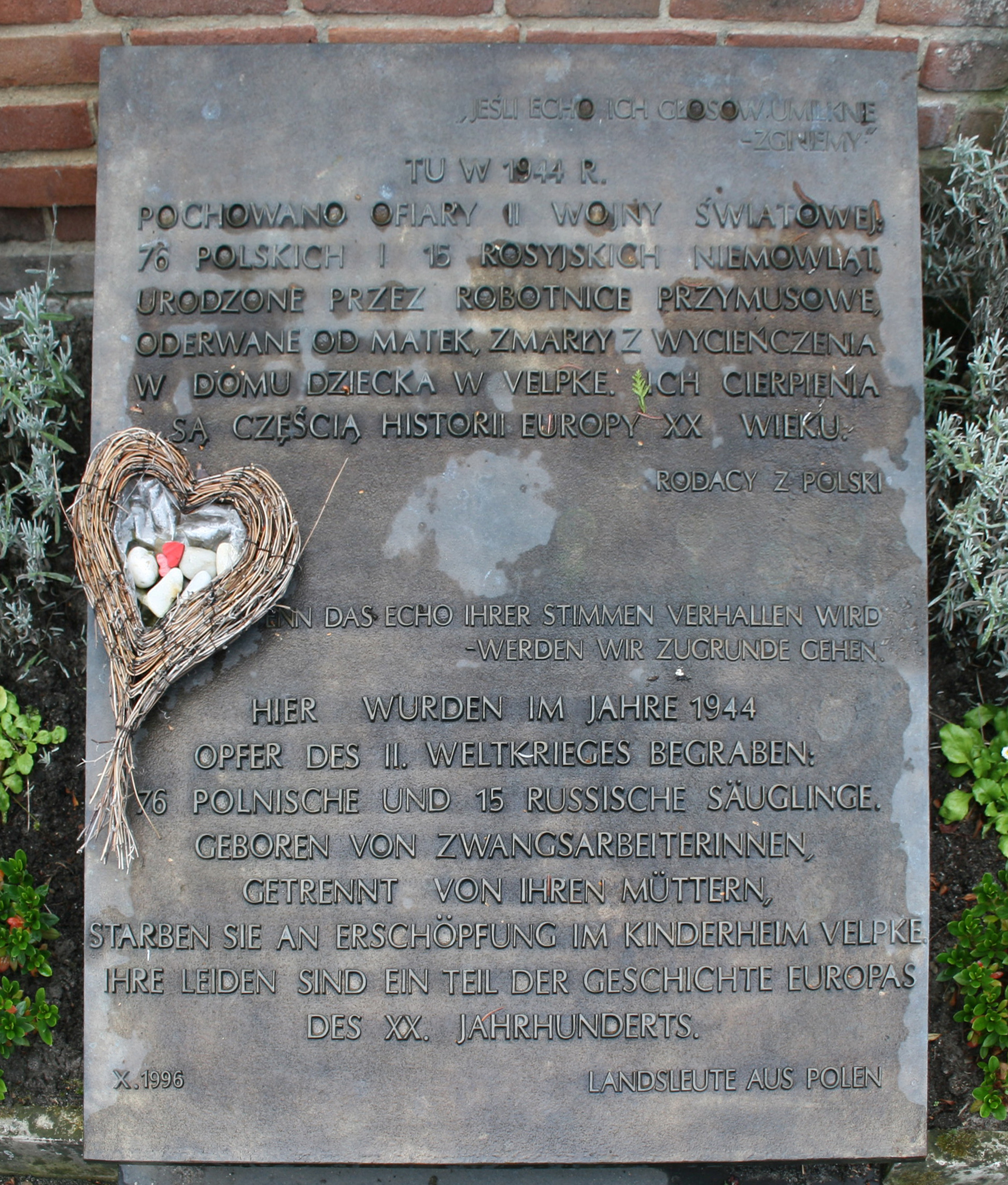
Bronzetafel auf dem Friedhof von Velpke am Ort der Kindergräber: Wenn das Echo ihrer Stimmen verhallen wird – werden wir zugrunde gehen (Text)

In der Ausländerkinder-Pflegestätte in Velpke (zwischen Wolfsburg und Helmstedt) waren 102 Kinder von Zwangsarbeiterinnen, die bei Bauern im Raum Wolfsburg und Helmstedt arbeiten mussten, untergebracht.
Die Einrichtung von Ausländerkinder-Pflegestätten geht auf einen Erlass von Heinrich Himmler vom 27. Juli 1943 zurück. Die Kinder von Zwangsarbeiterinnen sollten keinesfalls in einem Krankenhaus, sondern in sogenannten Kindersammelstellen geboren werden. Dort sollten die Neugeborenen möglichst wenige Tage nach der Geburt von deren Müttern getrennt und in Einrichtungen einfachster Art untergebracht werden, die in Himmlers Erlass hochtrabend als Ausländerkinder-Pflegestätten bezeichnet wurden. Dies kam einer Mordempfehlung gleich.
Die Ausländerkinder-Pflegestätte bei Velpke wurde in einem Steinbruch, den sogenannten Wetzsteinkuhlen, vom 1. Mai bis zum 14. Dezember 1944 in einer verrosteten Wellblechbaracke betrieben. Geschlossen wurde sie, weil das nahegelegene Volkswagenwerk Wolfsburg Baracken benötigte. Auf dem Velpker Friedhof sind 76 polnische und 15 russische Kinder beerdigt; die noch lebenden Kinder wurden nach dem 14. Dezember ins nahegelegene Rühen in das dortige Kinderlager Rühen gebracht. Dies war ebenfalls ein Sterbelager.
Die Lager in Velpke wie auch in Rühen wurden in den letzten Jahren des Zweiten Weltkriegs errichtet. Eine 2008 herausgegebene Dokumentation nennt für Niedersachsen 60 damalige Lager, 30 weitere waren in Planung.

## Ausländerkinder-Pflegestätten

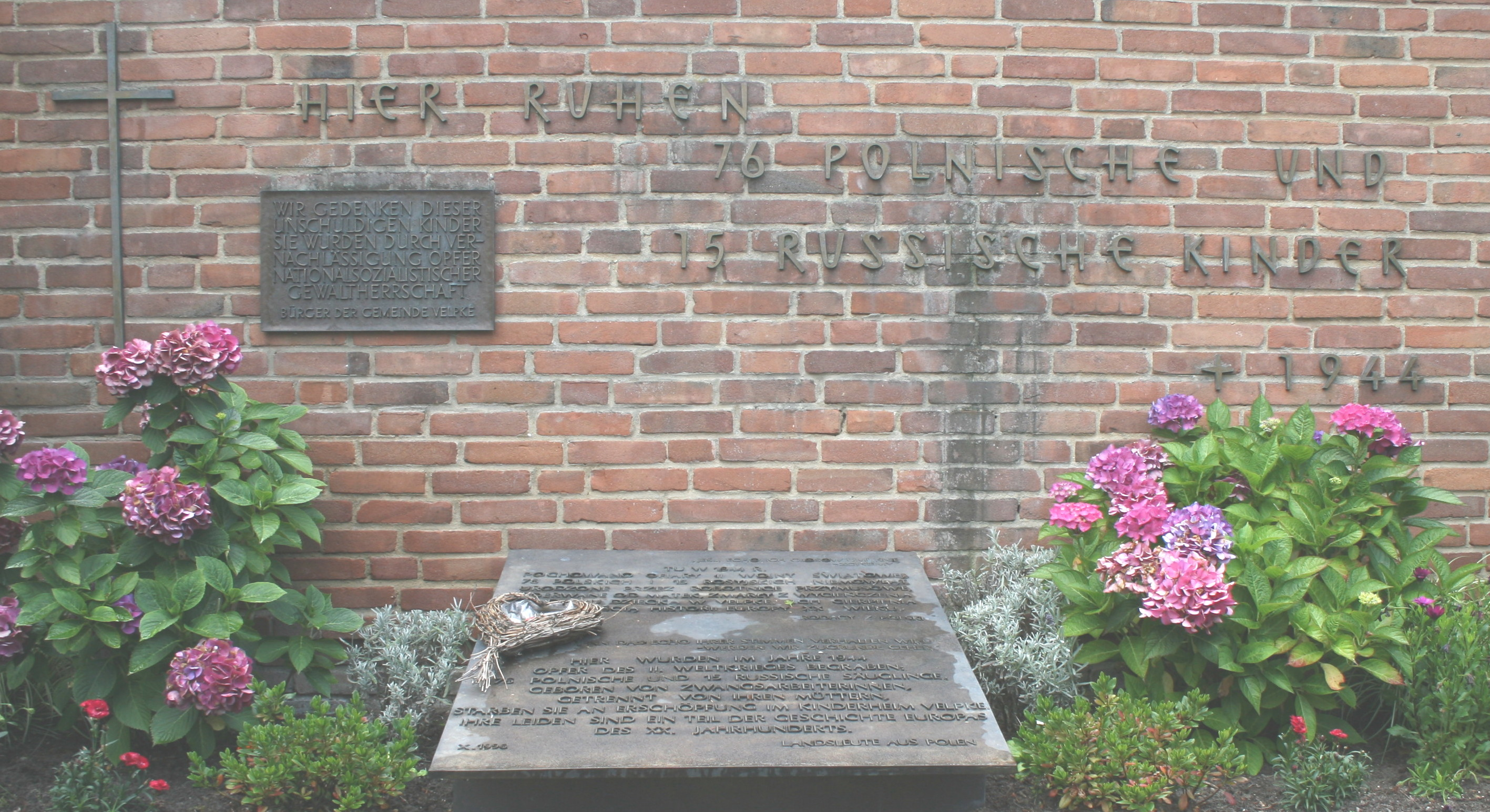
Das Mahnmal am Ort der Kinderbeerdigung auf dem Velpker Friedhof

In den letzten Kriegsjahren wurden verstärkt ausländische Zwangsarbeiter vor allem aus Polen und der Sowjetunion verschleppt und mussten in der deutschen Wirtschaft und auch in der Landwirtschaft unter unglaublich harten Lebens- und Arbeitsbedingungen arbeiten; trotz dieser Verhältnisse wurden Zwangsarbeiterinnen schwanger und gebaren Kinder. In den Vorstellungen der Nazis sollten Zwangsarbeiterinnen ihre eigenen Kinder (in der Nazi-Terminologie: rassisch minderwertiger Nachwuchs) nicht aufziehen und möglichst bald wieder in den Arbeitsprozess integriert werden. Die Nazis nahmen den Müttern die Säuglinge und Kinder weg und brachten sie fernab in Ausländerkinder-Pflegestätten. In Velpke wurde der Erlass des Reichsführers SS, Heinrich Himmler, vom 27. Juli 1943 strikt befolgt, die Kinder möglichst wenige Tage nach der Geburt von den Müttern zu trennen und in Ausländerpflegestätten einfachster Art unterzubringen. Dies kam einer Mordempfehlung gleich, die Säuglinge und Kleinkinder hatten sehr schlechte Überlebenschancen.

## Räumlichkeit und Pflege
Die Wellblechbaracke in Velpke hatte eine kleine Küche, und der sich anschließende Unterbringungsraum wurde für gesunde und für sterbende Kinder durch einen Vorhang unterteilt. Eine später in Nutzung übernommene zweite Baracke, ein Abstellraum des Steinbruchbetriebs, wurde als Leichenhalle genutzt. Kein Arzt, keine Kinderkrankenschwester wurde beauftragt, um nach dem Gesundheitszustand der Kinder zu sehen. Die Kinder hatten Anspruch auf einen halben Liter Milch pro Tag. Die Ausgabe wurde vor Ort von der betreibenden NSDAP unterschiedlich gehandhabt. Die Hygiene war katastrophal, die Kleider der Kinder in Velpke wurden kaum gewaschen, das Gewicht der Kinder nie kontrolliert. Fließendes Wasser war zwei Kilometer entfernt und die meisten Fenstergläser waren zerbrochen. In der Baracke gab es kein elektrisches Licht, kein Telefon für Notfälle, keine Krankheitsvorsorge, ferner keinen Medikamenteneinsatz bei erkrankten Kleinkindern.
Die Ausländerkinder-Pflegestätte Velpke war mit durchschnittlich 20 Säuglingen und Kleinkindern belegt. Für den Betrieb sorgte eine Leiterin, eine mit einem Deutschen verheiratete Russin, mit vier polnischen und russischen Pflegekräften, die keinerlei Ausbildung in der Kinderpflege besaßen. Die vier Pflegerinnen, alle Zwangsarbeiterinnen, hatten für sich lediglich zwei Betten zur Verfügung, die Leiterin selbst verbrachte nach eigenen Angaben keine Nacht in der Baracke.
Die Mütter der Kinder hatten je Unterbringungstag 1 Reichsmark zu bezahlen und für die Beerdigung der Kinder wurden 15 Reichsmark gefordert.

## Zuständigkeit und Verantwortung
Die Heimträgerorganisation war die NSDAP. In Velpke besorgte sie die Anmietung der Baracke, deren Mietzahlungen nach wenigen Monaten eingestellt wurden. Sie organisierte über die Nationalsozialistische Volkswohlfahrt (NSV) die Innenausstattung der Baracken, sie beglich die Gehaltsanweisungen an die Leiterin in Velpke und die von ihr vorgelegten Lieferantenrechnungen.
Die „Pflegestätten“ für die Kinder der Zwangsarbeiterinnen wurden in Deutschland eingerichtet, ohne dass die Verantwortlichen in den Parteigremien der NSDAP eindeutig geklärt hätten, ob sie die Kinder überleben lassen wollten. Es wurde nicht eindeutig festgelegt, welche Standards Heime für die Unterbringung und Verpflegung der Kinder erfüllen mussten. Unklar war, wer eigentlich für den Betrieb und die Finanzierung dieser Einrichtung zuständig war. Der einzige allseits bekannte Umstand – auch in Velpke – war, dass es sich um eine Einrichtung der NSDAP handelte.
Die Irritationen, die durch Nicht-Entscheidungen und Nicht-Handeln der Verantwortlichen entstanden, hatten zur Folge, dass jeder auf Entscheidungen anderer Dienststellen wartete oder diese verschob. Es entstand eine Situation, in der jeder seinen Aufgabenbereich selbst definierte, und damit befanden sich diese „Stätten“ im administrativen Niemandsland, jede Dienststelle sowie jede Person konnte ihre Verantwortung an die nächste übertragen und die eigene Verantwortung ablehnen. Die NSDAP lieferte damit die Voraussetzungen, dass der Schein tatsächlicher Säuglingspflegeheime entstand, und andererseits, dass der unausgesprochene Zweck erfüllt wurde, die unerwünschten Kinder rasch sterben zu lassen.
Alle Amtsträger und Verantwortlichen wussten über das Sterben der Kinder Bescheid, sie konnten sich aber stets sagen, dass sie nicht wussten, wie sie sich verhalten sollten, und dass sie für den Tod der Kinder nicht verantwortlich seien. Die Ausländerkinder-Pflegestätten waren in der Weltsicht der Beschuldigten weder Säuglingsheime noch eine Tötungsstätte.
Der Arzt vor Ort, der in Velpke die Todesscheine ausstellte, attestierte als Todesursache in den meisten Fällen drei Gründe: allgemeine Lebensschwäche, Ruhr und Durchfall – eindeutig eine Folge der Lebensumstände. Die allgemeine Lebensschwäche mit Todesfolge war keine Folge der Geburt, sondern war gewollt herbeigeführt worden.

## Der Ort

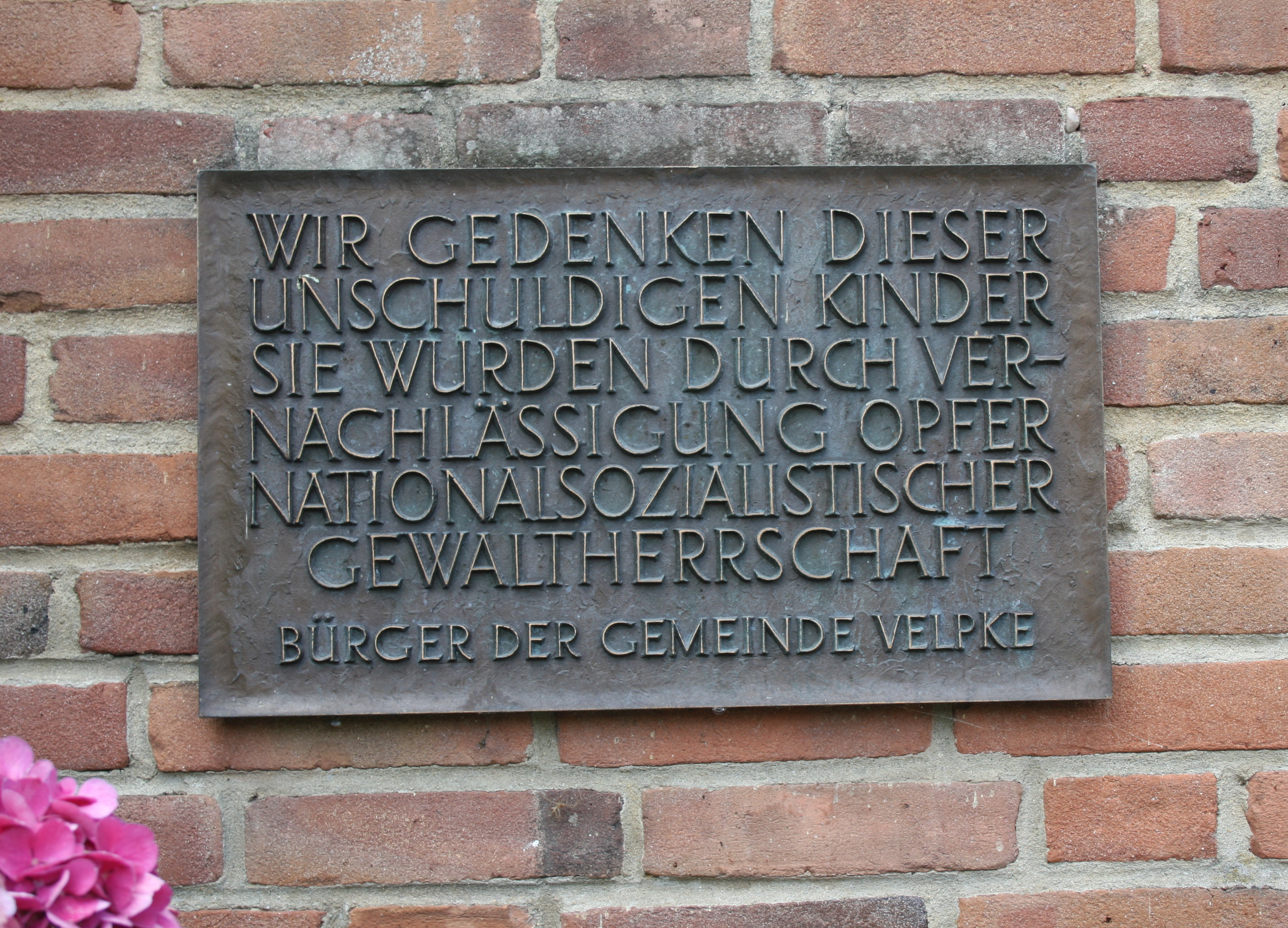
Bronzetafel am Mahnmal

Das Heim war zwar eine Einrichtung der NSDAP, aber es bestand nicht im leeren Raum und war zum Betreiben auf örtliche Hilfen angewiesen. Sein Bestehen und das Sterben der Kinder waren allgemein bekannt und offensichtlich: „Zwar war das Betreten des Heims verboten, doch das Sterben der Kinder ließ sich vor den Dorfbewohnern nicht verbergen. Kirchenvorstand, Pastor und Gemeinderat mussten sich mit der Frage befassen, wo die Kinder begraben werden sollten. Auf einem Stück Acker hinter dem Gemeindefriedhof entstand eine Grabreihe nach der anderen. Zuerst wurden die Kinder in Pappkartons, später in genagelten Kisten bestattet.“
Dass eine derartige Einrichtung am Rande dieses Dorfes errichtet werden konnte, lag an der passiven Haltung der Bevölkerung und der Möglichkeit der Nazis, jede Form der Anteilnahme sofort zu unterdrücken. Von den Bauern, die vom Zwangsarbeitereinsatz profitierten, war kein Widerstand zu erwarten, denn sie hatten die Entfernung der Kinder von ihren Höfen gefordert. Eine der Frauen aus Velpke wurde nach einem Gespräch mit einer russischen Frau, die nach dem Weg fragte, da sie ihr Kind ins Velpker Heim bringen musste, unverzüglich von der Gestapo in Gegenwart der russischen Frau vernommen.
Ein Landwirt aus Velpke gab vor dem Militärgericht in Braunschweig zu, dass er zwei Kinder gegen den Willen der polnischen Eltern ins Heim brachte.
Der Ortsgruppenleiter der NSDAP sprach die Verhältnisse in der Wellblechbaracke beim Kreisleiter Helmstedts Heinrich Gerike einmal telefonisch an. Dieser wies ihn zurecht, dass diese Angelegenheit nicht in seinem Verantwortungsbereich liege. Danach unterließ er weitere Fragen.
Der Bürgermeister des Ortes sprach beim Außenministerium die Ausländerkinder-Pflegestätte an und wollte, dass das Heim aus seinem Bereich entfernt würde, fand jedoch kein Gehör.
Es gab einige Bewohner des Orts, die versuchten, mehr über die Umstände des Heims zu erfahren. Es waren überwiegend polnischstämmige Frauen und Angehörige sozialer Randgruppen im Ort. Die Frauen gehörten zum Rest einer ehemaligen großen polnischen Bevölkerung Velpkes, die aufgrund der Rassengesetze sozial deklassiert am Rande des Ortes wohnten. Sie konnten leicht von der Gemeinde und der NSDAP bedroht und eingeschüchtert werden. Die Versuche, die Kinder vor der Einlieferung zu bewahren und diese selbst in Pflege zu nehmen, blieben nur kurze Episoden.

## Anklage wegen Kriegsverbrechen
Durch das Wegsehen, Weghören oder die geringe Bereitschaft, sich mit der Schuld auseinanderzusetzen, wurde „Velpke zu einem exemplarischen Beispiel dafür, wie Kriegsverbrechen der Nazis vor aller Augen geschehen konnten, und niemand dagegen massiv seine Stimme erhob oder durch stillschweigendes Handeln Schlimmeres zu verhindern versuchte“.
Vom 20. März bis zum 3. April 1946 wurden vor dem britischen Militärgericht Braunschweig acht Personen wegen Kriegsverbrechen angeklagt. Vier Personen wurden verurteilt, drei Personen wurden freigesprochen, Fritz Flint von der Gestapo Braunschweig verstarb während der Verhandlungen. Der Kreisleiter der NSDAP Heinrich Gerike und der für die Kinder verantwortliche Georg Hessling, NSDAP-Kreisorganisationsleiter und DAF-Funktionär (Deutsche Arbeitsfront), wurden zum Tode durch Hängen verurteilt, die Lagerleiterin Valentina Bilien wurde zu 15 Jahren Zuchthaus und der Arzt Richard Demmerich zu 10 Jahren Zuchthaus verurteilt. Kein Urteil erging gegen die Personen, die aufgrund ihrer Stellung und Bedeutung im Ort durchaus Einfluss auf das Geschehen hätten nehmen können.